# Pak Nam-chol (football, 1988)
Cet article concerne le footballeur nord-coréen né en 1988. Pour le footballeur nord-coréen né en 1985, voir Pak Nam-chol (football, 1985).
Dans ce nom coréen, le nom de famille, Pak, précède le nom personnel.
Pak Nam-chol (hangeul : 박남철), né le 3 octobre 1988, est un footballeur international nord-coréen. Il évolue actuellement au Amnokgang Sports Club dans le championnat national nord-coréen au poste de défenseur central.

## Carrière internationale
Il fait partie des 23 joueurs nord-coréens sélectionnés pour participer à la coupe du monde 2010.